# Kenichi Watanabe
Kenichi Watanabe, né en 1951 au Japon, est un cinéaste documentariste japonais.

## Biographie
En 1984, Kenichi Watanabe est stagiaire professionnel à la Cinémathèque française à Paris, dépêché par le Ministère de la culture japonais.
Installé en France depuis 1997, il fonde la société de production Kami et réalise des documentaires pour France télévision et Arte.

## Filmographie sélective

### Réalisateur
- 2004 : Le Front des cerisiers (43 et 52 min, Arte TV5)
- 2006 : Les Corbeaux de Tokyo, avec Gil Rabier (43 et 52 min, Arte)
- 2009 : Le Japon, l'empereur et l'armée (90 min, Arte)
- 2011 : La Face cachée de Hiroshima (90 min, FR3)
- 2013 : Le Monde après Fukushima, commentaire écrit par Michaël Ferrier (77 min, Arte)[1] - Prix « Lucien Kimitété » du festival international du film insulaire de Groix 2013.
- 2015 : Terres nucléaires, une histoire du plutonium, commentaire écrit par Michaël Ferrier  (90 min, Arte)[2]
- 2017 : Japon, la tentation nationaliste (52 min, Arte)[3]
- 2020 : Notre ami l'atome, un siècle de radioactivité, commentaire écrit par Michaël Ferrier (44 min, Arte). Prix du meilleur film documentaire International Uranium Film Festival de Rio, Brésil, 2022[4]
- 2021 : Fukko, histoires de résilience, coréalisé avec Charlotte Lavocat
- 2022 : Taiwan, démocratie numérique (54 min, Public Sénat)
- 2023 : Japon, ils ont vu la fin de l'empire (55 min, Arte)

### Scénariste
- 2013 : Nucléaire exception française Réalisé par Frédéric Biamonti ; Ecrit par Kenichi Watanabe, Samuel Luret, Frédéric Biamonti (70 min, France télévisions distribution)